# 市川市八幡市民会館
市川市八幡市民会館（いちかわしやわたしみんかいかん）は、千葉県市川市八幡にある文化施設。全日警との命名権パートナー契約により「全日警ホール」の愛称が用いられている。

## 概要
市川市の文化施設として1959年（昭和34年）11月、市川市市民会館の名称で開館。老朽化のため2017年に建て替えられ、現在の名称となった。立地は葛飾八幡宮に隣接し、市川市役所八幡分庁舎、市川市中央公民館が至近にあるほか、市役所第1庁舎からもほど近い。
より席数の大きい市川市文化会館が1985年に開館したため、当館はより小規模なイベントの会場として利用されている。

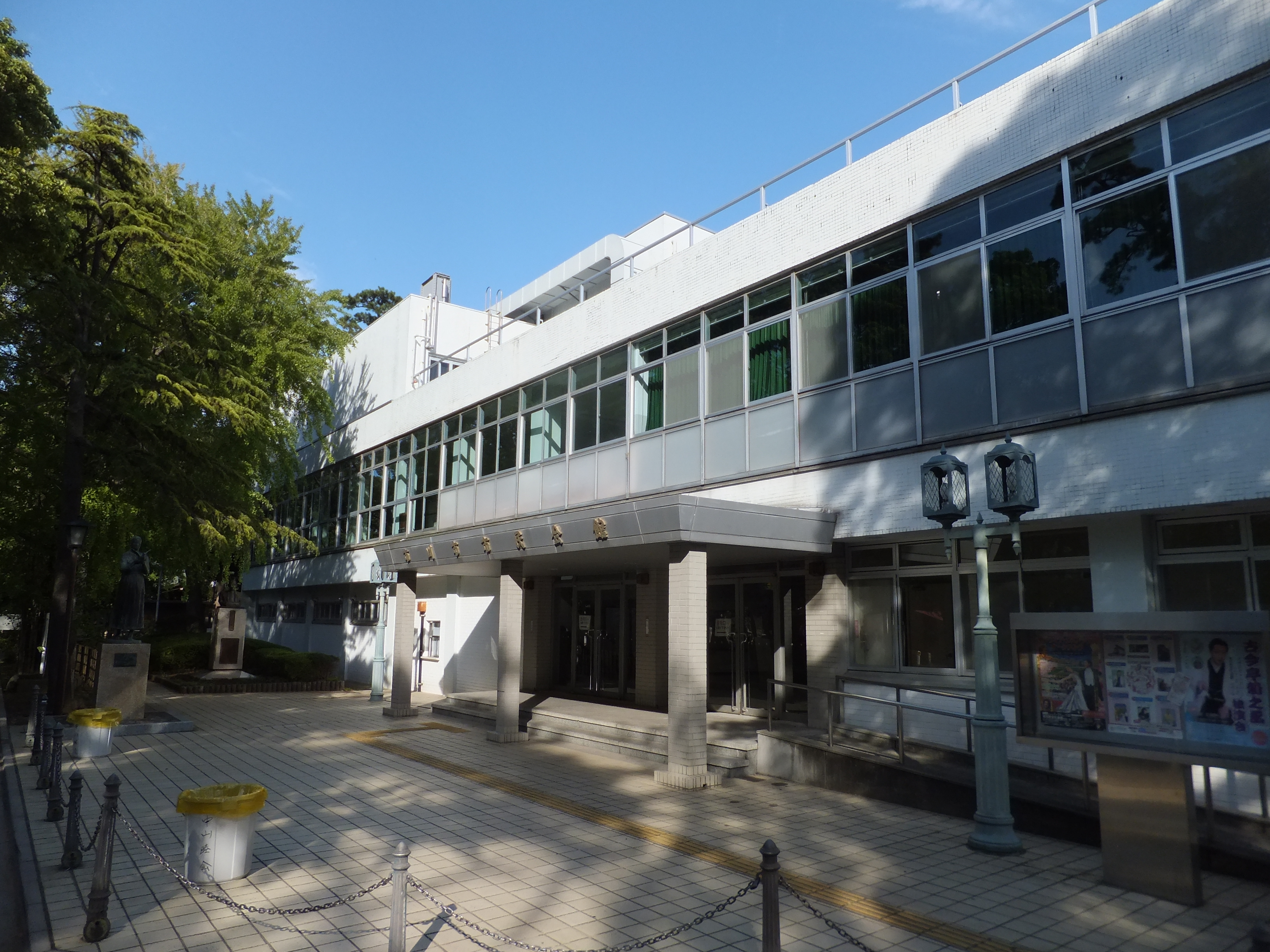
改築前の市川市市民会館（2013年）

## 施設
- ホール

定員326人。
- 中山メモリアルギャラリー（第1展示室）

名称は名誉市民である中山忠彦にちなむ。
- 第2展示室
- 練習室（2室）
- 会議室（3室）

建て替え前は904席（固定席902席、車椅子席2席）のホールおよび会議室2室・展示室1室を備えていたが、2013年4月以降は天井の強度不足のためホールの使用が停止されていた。

## 歴史
- 1959年（昭和34年）11月 - 市川市市民会館として開館[4]。
- 2000年（平成12年） - 施設管理を（公財）市川市文化振興財団に委託[5]。
- 2013年（平成25年）4月1日 - 天井の強度不足のためホールの使用を停止[3]。
- 2014年（平成26年）9月30日 - 建て替えのため一時閉館[6]。
- 2017年（平成29年）3月1日 - 市川市八幡市民会館（愛称「全日警ホール」）と改称して再オープン[7]。再び市の直営となる。